# De drie kuddes
De drie kuddes, ook De drie kudden genoemd, is een schilderij van Nicolaes Berchem in het Rijksmuseum in Amsterdam.

## Voorstelling
Het stelt een bergachtig landschap voor bij zonsondergang met enkele hoge bomen. Rechtsvoor is een kudde runderen te zien voortgedreven door een man op een ezel. Linksvoor drijft een jongen met in beide handen een stok een groep schapen weg.
De voorstelling is duidelijk op Italië geïnspireerd. Van de schilder Nicolaes Berchem wordt vermoed dat hij tussen 1651 en 1655 in Italië verbleef. Bewijs hiervoor ontbreekt echter. Wel ontwikkelende Berchem zich tot een van de productiefste Italianisanten in de Noordelijke Nederlanden.

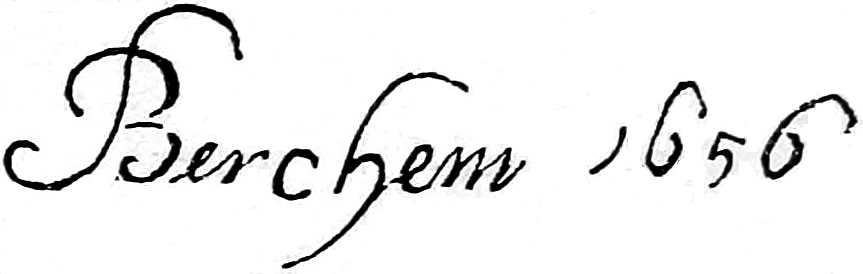

## Toeschrijving en datering
Het schilderij is rechtsonder gesigneerd en gedateerd ‘Berchem 1656’.

## Herkomst
Het werk werd tussen 18 maart en 6 april 1782 voor 1.700 Franse frank geveild tijdens de verkoping van de verzameling van de marquis de Menars in Parijs. In 1784 werd het door de Amsterdamse kunsthandelaar Pieter Fouquet verkocht aan de Rotterdamse verzamelaar Gerrit van de Pot. Het werd op 6 juni 1808 door het Rijksmuseum voor 3.025 gulden gekocht op de boedelveiling van Gerrit van der Pot in Rotterdam.